# Akcelerator liniowy z falą stojącą

Schemat budowy i działania akceleratora wysokiej częstości z falą stojącą:
1. cząstki
2. elektrody
3. kanał akceleratora
4. generator

Akcelerator liniowy z falą stojącą – rodzaj przyspieszacza cząstek wykorzystującego stojącą falę elektromagnetyczną do rozpędzania cząstek, głównie protonów i ciężkich jonów, przyspieszają protony do energii rzędu 100 MeV.

## Zasada działania
Cząstka przelatująca przez akcelerator jest przyspieszana polem elektrycznym wielkiej częstotliwości. Kolejne elektrody są na przemian przyłączone do biegunów źródła napięcia wielkiej częstotliwości. Elektrody ustawione są w takiej odległości, by cząstka będąc przed elektrodą była zawsze przyspieszana. By w czasie zmiany kierunku napięcia cząstka nie była hamowana elektrody wykonane są w postaci rur, gdy długość fali jest większa od średnicy rury ekranującej, pole nie wnika do wnętrza rury.
W początkowym okresie budowy akceleratorów elektrody podłączano, jak opisano wyżej do generatora wielkiej częstotliwości, obecnie wykorzystuje się własności fali elektromagnetycznej, w akceleratorach kolejne elektrody w postaci rurek umieszczone są w rezonatorze mikrofalowym, w którym wzbudzana jest generatorem wielkiej częstotliwości fala stojąca.
Spełnienie warunku ciągłego przyspieszania wymaga, aby czas lotu cząstki od początku jednej elektrody do początku następnej, przyłączonej do przeciwległego bieguna był równy połowie okresu pola przyspieszającego wysokiej częstości:
{\displaystyle T={\frac {2l}{\nu }},}
gdzie: {\displaystyle \nu } – prędkość cząstki, {\displaystyle l} – odległość między poszczególnymi odcinkami.
W miarę jak wzrasta prędkość cząstki w akceleratorze kolejne segmenty mają coraz większą długość.
Akcelerator wymaga by cząstki przyspieszane miały już początkową, dość dokładnie określoną prędkość, dlatego akceleratory wymagają stosowania akceleratora wstrzykującego, zazwyczaj są nimi akceleratory elektrostatyczne.